# Seguiment de requisits
El seguiment de requisits o la traçabilitat de requisits és una subdisciplina de la gestió de requisits en el desenvolupament de programari i l'enginyeria de sistemes. El seguiment de requisits es refereix a la documentació de la vida d'un requisit i que faciliti la traçabilitat bidireccional entre diversos requisits associats. Permet als usuaris o grup d'interessats trobar l'origen de cada requisit i fer un seguiment de cada canvi ocorregut a aquest requisit. Perquè aquest seguiment sigui possible, és necessari documentar els canvis realitzats en cada requisit existent.
Es discuteix la utilitat de continuar amb la documentació de canvis als requisits després de finalitzar la implementació, d'haver desplegat i utilitzat l'aplicatiu.